# Асафа Пауъл
Асафа Пауъл (на английски: Asafa Powell) е лекоатлет-спринтьор от Ямайка, роден на 23 ноември 1982 г., бивш световен рекордьор по бягане на 100 м спринт, като пробягва това разстояние за 9,74 сек. през 2007 г. на международния турнир по лека атлетика в Риети. Пауъл се възползва от благоприятния попътен вятър +1,7 м/с. Падналият рекорд също е на Асафа от 14 юни 2005 г. в Атина.